# Charles Bois
Pour les articles homonymes, voir Bois (patronyme).
Charles Bois, né le 26 août 1826 à Die (Drôme) et mort le 5 mai 1891 à Montauban, est un pasteur et théologien français. Il est professeur à la faculté de théologie protestante de Montauban à partir de 1860, et doyen de la faculté (1875-1891).

## Biographie
Fils de Jacques Louis Bois, ébéniste et de Charlotte Saulce Latour, il fait ses études à l'université de Genève et soutient en 1849 sa thèse de baccalauréat intitulée « Du socialisme envisagé comme conséquence nécessaire de la négation de la chute » à la faculté de théologie protestante de Strasbourg. Il est suffragant au Vigan, puis pasteur à Montmeyran (1850-1857) et Alès. En 1860, il est le candidat du camp évangélique pour un poste de professeur à la faculté de théologie de Montauban et est élu, contre deux candidats libéraux, Ariste Viguié et un candidat dissident, Pierre Goy. Ariste Viguié, docteur en théologie est un bon candidat — il sera d'ailleurs nommé à la faculté de théologie de Paris en 1879 —, mais son libéralisme théologique lui fait préférer à ce poste le candidat des « évangéliques », qui est alors un pasteur peu connu de l'Église.
Charles Bois est d'abord professeur d'hébreu et d'exégèse de l'Ancien Testament, puis de morale et d'éloquence sacrée.
Il est l'un des principaux orateurs du camp évangélique lors du synode général de 1872, représentant de la motion préparée par les professeurs de théologie de Montauban.
Il épouse Émilie Thibaut et ils ont un fils, Louis Bois (1856-1919), médecin à Uzès et premier conservateur du Muséon Uzétien. Après la mort de sa première épouse, il se remarie avec Henriette Gardies et ils ont un fils, le théologien Henri Bois. Il meurt de maladie et est enterré à Saint-Bénézet, dans le Gard.

## Activités éditoriales et institutionnelles
Il collabore à plusieurs revues de théologie, notamment la Revue théologique de la faculté de Montauban.
Il est surtout connu pour sa contribution au synode de l'Église réformée de 1872, où il propose l'adoption de la déclaration de foi préparée par les professeurs de la faculté de Montauban.
Il est membre du Conseil supérieur de l'instruction publique

## Publications
- « De la question sociale », Revue chrétienne, janvier-février 1872
- Évangile et liberté, conférences, Paris, Grassart, 1869
- Quatre Discours prononcés au Synode général de l'Église réformée de France en 1872, Paris, Sandoz et Fischbacher, 1872
- De la valeur religieuse du surnaturel, 1866
- Du surnaturel, Montauban, Lapie-Fontanel, 1860

## Distinctions
- Officier de l'instruction publique
- 1882 : chevalier de la Légion d'honneur[1]